# Наталска черна змия
Наталските черни змии (Macrelaps microlepidotus) са вид влечуги от семейство Lamprophiidae.
Разпространени са в източната част на Южноафриканската република.
Таксонът е описан за пръв път от германския зоолог Алберт Гюнтер през 1860 година.